# Texas Longhorns
Austin er hjemsted for University of Texas (UT) Longhorns. I Amerika har unversiteter sportshold. Universitetssportshold spiller mod andre universitetshold. Universiteter spiller i en organisation som hedder National Collegiate Athletic Association (NCAA). The University of Texas sportsafdeling består af 525 studerende mœnd og kvinder, som også er sportsfok. The University of Texas sportsafdeling beskæftiger mere end 300 fuldtidsansatte medarbejdere. Baseball var den første sport på UT, og Longhorns spillede deres første sæson i 1896. Siden da har alle University of Texas sportsprogrammer kombineret vundet 48 nationale mesterskaber.
Nu har University of Texas otte mandesportsgrene og ti kvindesportgrene. Mandesport består af Amerikansk fodbold, basketbold, basebold, svømning og dykning, atletik, orienteringsløb, golf og tennis. Kvindesport er volleyball, basketbold, softbold, svømning og dykning, atletik, orienteringsløb, golf, tennis, roning og fodbold. Longhorns spiller i The Big 12 Conference. Dette er en liga i NCAA.
Longhorns farver er brœndt orange og hvid. University of Texas maskot er en longhorn som hedder Bevo. Universitetets kamp sang er The Eyes of Texas (Texas’ Øjne).
University of Texas er kendt for at vœre sportsafdeling i Amerika. I det akademiske år 2009-10 indtjente Longhorns sportsafdeling $143,5 millioner. I 2002 blev Longhorns valgt som Amerikas bedste sportsuniversitet. For nylig indgik University of Texas et partnerskab med ESPN (Entertainment Sports Programming Network) for at have deres eget tv-net. Denne aftale er $300 millioner værd over de næste 20 år og begynder i september 2011. Dette markerer det første universitet i landet der har deres egen 24 timers tv-net. 

## Mandesportsgrene
- Basebold
- Basketbold
- Orienteringsløb
- Amerikansk Fodbold
- Golf
- Swømning og dykning
- Tennis
- Atletik

### Kvindersportsgrene
- Basketbold
- Orienteringsløb
- Golf
- Roning
- Fodbold
- Softbold
- Swømning og dykning
- Tennis
- Atletik
- Volleybold

## Nationale Mesterskaber (48)

### Mandesportsgrene
- Basebold (6) – 1949, 1950, 1975, 1983, 2002, 2005
- Amerika Foldbold (4) – 1963, 1969, 1970, 2005
- Golf (2) – 1971, 1972
- Swømning og dykning (10) – 1981, 1988, 1989, 1990, 1991, 1996, 2000, 2001, 2002, 2010

### Kvindesportsgrene
- Basketbold (1) – 1986
- Orienteringsløb (1) – 1986
- Swømning og dykning (9) – 1981, 1982, 1984, 1985, 1986, 1987, 1988, 1990, 1991
- Tennis (2) – 1993, 1995
- Indendørs atletik (6) – 1986, 1988, 1990, 1998, 1999, 2006
- Udendørs atletik (5) – 1982, 1986, 1998, 1999, 2005
- Volleybold (2) – 1981, 1988